# ليزلي الكسندر
ليزلي الكسندر (بالإنجليزية: Leslie Alexander)‏ هو محامي أمريكي، ولد في 1944 في نيوجيرسي في الولايات المتحدة.